# Tom Cochrane
Thomas William Cochrane (Lynn Lake, 14 mei 1953) is een Canadees rock- en countryzanger en -gitarist, vooral bekend als frontman van de rockband Red Rider en voor zijn werk als solo singer-songwriter. Cochrane heeft acht Juno Awards gewonnen. Hij is lid van de Canadian Music Hall of Fame, een officier in de Orde van Canada en heeft een eredoctoraat van de Brandon University. In september 2009 werd hij opgenomen in de Canadian Walk of Fame.

## Biografie

### Red Rider
Na een ontmoeting in de taverne El Mocambo in Toronto, sloot Cochrane zich in 1978 aan bij de Canadese rockband Red Rider en diende meer dan tien jaar als hun leadzanger en belangrijkste songwriter. Red Rider omvatte Ken Greer, Jeff Jones, Peter Boynton en Rob Baker. Bruce Allen leidde de band vanaf hun debuut tot 1985. Cochrane nam zes studioalbums op met Red Rider plus een livealbum, een best of album en een boxset. In 1986 werd de band aangekondigd als Tom Cochrane & Red Rider. Hij zou deze periode van zijn carrière later een stuk beheersbaar succes noemen vóór de publicatie van Mad Mad World. In 2002 herenigde Cochrane zich met zijn voormalige Red Rider bandleden Greer en Jones en blijft optreden met hen.

### Solocarrière
Al een begrip in Canada sinds zijn tijd bij Red Rider, begon Cochrane zijn solocarrière in september 1991 met uitgave van het nummer Life Is a Highway op single in zowel thuisland Canada als de Verenigde Staten. De single werd een wereldwijd succes. 
In Nederland was de plaat op vrijdag 7 augustus 1992 Veronica Alarmschijf op Radio 3 en werd een radiohit in de destijds twee hitlijsten op de nationale publieke popzender. De plaat bereikte de 27e positie in de Nederlandse Top 40 en de 35e positie in de Nationale Top 100.
In België behaalde de plaat géén noteringen in beide Vlaamse hitlijsten en de Waalse hitlijst. 
Deze plaat werd gevolgd door de publicatie van zijn Mad Mad World-album, dat de wereldwijde verkoop van zes miljoen zou bereiken. De albums Ragged Ass Road, Songs of a Circling Spirit, X-Ray Sierra en No Stranger volgden.

### Vandaag
Cochrane is een fervent golfer, piloot en hockeyfanaat en woont in Oakville (Ontario), samen met zijn vrouw Kathleen. Hij brengt de zomers door in zijn huisje/studio aan de oevers van Georgian Bay in Noord-Ontario en de winters parttime in zijn huis buiten Austin (Texas). Tom en zijn vrouw Kathleen hebben twee dochters, Cody en Evanne. Cochrane blijft toeren en optreden in Canada. In 2006 stond de band Rascal Flatts in de top 10 van de Hot 100 met een cover van Life Is a Highway, die ze opnamen voor de Pixar-film Cars. Hoewel het nummer oorspronkelijk niet op de landradio was uitgebracht, begonnen verschillende country-stations het nummer te spelen, waardoor het in de top 20 van de Hot Country Songs terechtkwam. Chris Ledoux scoorde ook een countryhit met Life Is A Highway.
In oktober 2016 vierde Cochrane de vijfentwintigste verjaardag van zijn Mad Mad World-album met de aankondiging van de publicatie van een speciale editie van het album, met een demo-opname van Love is a Highway, de werktitel van Life is a Highway, evenals een tweede schijf met een live optreden van een stop in Chicago tijdens de tournee uit 1992 ter ondersteuning van het album. In 2017 toerde hij met Meghan Patrick en Nice Horse en bracht hij een koffietafelboek uit over het album. De provinciale overheid van Manitoba heeft onlangs een deel van een snelweg bij zijn woonplaats Lynn Lake genoemd naar de hit Life Is a Highway. Een stuk snelweg 391 wordt omgedoopt tot Tom Cochrane's Life of a Highway. Dit maakt deel uit van een reeks onderscheidingen voor de invloed van de muzikant op Canadese muziek.

## Onderscheidingen
- Introductie van Canadian Music Hall of Fame: Cochrane werd in 2003 opgenomen in de Canadian Music Hall of Fame voor een uitstekende bijdrage aan de grotere erkenning van Canadese muziek. De ceremonie vond plaats op 5 april 2003 in Casino du Lac-Leamy in Gatineau, Quebec. De volgende nacht werd Cochrane geëerd voor zijn introductie in een toespraak van Jeff Healey tijdens de Juno Awards in het Corel Centre (nu Canadian Tire Centre in Ottawa). Cochrane sloot de show af met een medley van zijn hits en werd op het podium vergezeld door gastvrouw Shania Twain voor het laatste nummer Life Is a Highway.
- Orde van Canada: In april 2008 ontving Cochrane een van de hoogste onderscheidingen voor een Canadees staatsburger toen hij werd benoemd als officier in de Orde van Canada (het niveau deelgenoot van de Orde van Canada is de hoogste eer en verschillende mensen die oorspronkelijk waren benoemd als officieren, zijn gepromoveerd tot deelgenoot voor voortdurende bijdragen aan onder meer liefdadigheid en kunst). Cochrane werd geëerd voor een leven lang liefdadigheidswerk, zijn bijdrage aan de kunsten en omdat hij ongegeneerd Canadees was.
- Canada's Walk of Fame: In september 2009 werd Cochrane opgenomen in de Canada's Walk of Fame. De inductie werd benadrukt door een nationaal tv-gala van twee uur in het Four Season's Centre for the Performing Arts in Toronto. Anne Murray was gastvrouw van het evenement dat ook de introductie van Kim Cattrall, Raymond Burr, Blue Rodeo, Dsquared2, Howie Mandel, Robert Munsch en Chantal Petitclerc omvatte.
- Ere-kolonel: In november 2007 werd Cochrane formeel benoemd als ere-kolonel (HCol) door het 409 Nighthawks Tactical Fighter Squadron van de Royal Canadian Air Force. Als onderdeel van zijn inhuldigingsweekend beleefde Cochrane zijn tweede vlucht in een CF-18.
- Eredoctoraat: in mei 2005 ontving Cochrane een eredoctoraat van de Brandon University in Brandon (Manitoba). Daarnaast ontvingen muzikant James Ehnes[7], journalist Henry Champ en actrice Shirley Douglas[8] eredoctoraten van de universiteit tijdens de voorjaarsbijeenkomst die op 28 mei 2005 werd gehouden.
- Canadian Music Industry Hall of Fame Tom Cochrane werd ingewijd op 9 mei 2014, Gil Moore[9], voorheen van de band Triumph, verzorgde de presentatie.
- Canadian Music Industry Humanitarian Award: In maart 2005 ontving Cochrane de Humanitarian Award tijdens het galadiner van de Canadian Music Industry Association (CMIA) in Toronto tijdens het jaarlijkse Canadian Music Week Festival.
- Allan Waters Humanitarian Award: In april 2013 ontving Tom Cochrane de prijs tijdens het Galo-diner 2013 Juno Awards.
- Henry H. Knowles Humanitarian Award In mei 2014 ontving Tom Cochrane deze prijs van OPSEU.
- Orde van Manitoba In juli 2015 ontving Tom Cochrane de Orde van Manitoba.

Op 31 oktober 2016 kondigde de provinciale wetgevende macht van Manitoba een 322 kilometer lang stuk PR 391 aan, de premium snelweg van Manitoba, die Lynn Lake en Thompson met elkaar zou verbinden, en zou worden omgedoopt tot Tom Cochrane's Life Is A Highway.

## Goed doel
Cochrane is al lang een voorstander van World Vision en is verschillende keren naar Afrika gereisd. Hij was ook erevoorzitter van de SuperWalk voor Parkinsons en was een trotse voorstander van WSPA, War Child, Amnesty International en de Make Poverty History-campagne.
- Canada For Asia: Op 13 januari 2005 stonden Cochrane, zijn vrouw Kathleen en Alex Lifeson aan het hoofd van een benefietconcert ter ondersteuning van de tsunami-hulp in Azië. Er verschenen 150 Canadese sterren waaronder Anne Murray, Bryan Adams, Blue Rodeo, The Tragically Hip, Oscar Peterson, Celine Dion, Rush en Barenaked Ladies. Het concert, dat werd geproduceerd en uitgezonden door CBC TV, leverde meer dan $4 miljoen aan toezeggingen op.
- Live 8-concert: Op 2 juli 2005 startte Cochrane de Canadese editie van de Live 8-benefietconcerten in Barrie, Ontario met zijn hits Life Is A Highway en No Regrets. De Live 8-concerten vonden plaats in de G8-staten en in Zuid-Afrika om wereldleiders onder druk te zetten om de schulden van de armste landen ter wereld te verlagen, de hulp te verhogen en te verbeteren en te onderhandelen over eerlijke handelsregels in het belang van de armste landen.
- Winnipeg Key to the City: Op 12 juni 2012 ontving Tom Cochrane Winnipeg, Manitoba's sleutel tot de stad.
- ALS Awareness Cochrane is een medestander van zijn vrouw, die actief is in fondsenwervende concerten voor ALS-bewustzijn. Cochranes vader stierf aan de ziekte van Parkinson.

## Prijzen
Juno Awards:
- 2003 – Canadian Music Hall of Fame Inductee
- 1992 – Songwriter of the Year
- 1992 – Male Vocalist of the Year
- 1992 – Single of the Year (Life Is a Highway)
- 1992 – Album of the Year (Mad Mad World)
- 1987 – Composer of the Year
- 1987 – Group of the Year (Tom Cochrane & Red Rider)

Juno Award-nominaties:
- 2008 – Adult Alternative Album of the Year (No Stranger)
- 2000 – Best Male Artist
- 1996 – Male Vocalist of the Year
- 1996 – Album of the Year (Ragged Ass Road)
- 1993 – Songwriter of the Year
- 1993 – Best Selling Album [Foreign or Domestic] (Mad Mad World)
- 1993 – Canadian Entertainer of the Year
- 1992 – Producer of the Year (All the King's Men)
- 1990 – Group of the Year (Tom Cochrane & Red Rider)
- 1990 – Album of the Year (Tom Cochrane & Red Rider – Victory Day)
- 1990 – Canadian Entertainer of the Year (Tom Cochrane & Red Rider)
- 1989 – Group of the Year (Tom Cochrane & Red Rider)
- 1989 – Canadian Entertainer of the Year (Tom Cochrane & Red Rider)
- 1987 – Composer of the Year
- 1987 – Canadian Entertainer of the Year (Tom Cochrane & Red Rider)

Grammynominaties:
- 1993 – Life Is A Highway (Best Rock Vocal performance)

ASCAP Awards:
- 1993 – Pop Music Award (Life Is A Highway)
- 2007 – Most Airplay Award (Life Is A Highway)

SOCAN Awards:
- 2008 – Country Award (Life Is A Highway – Rascal Flatts versie)
- 2003 – National Achievement Award
- 2003 – Classic Award (Life Is A Highway)
- 1997 – Pop Music Award (Dreamer's Dream en Wildest Dreams)
- 1996 – Pop Music Award (I Wish You Well)
- 1993 – Pop Music Award (No Regrets)
- 1992 – Pop Music Award (Life Is A Highway)

Televisie in films:
- Lunatic Fringe - Matthew Modine film Vision Quest
- Lunatic Fringe - Smugglers Blues episode of Miami Vice feat. Glenn Frey
- Human Race - Miami Vice
- Not So Far Away - Keanu Reeves film Bill and Ted's Excellent Adventure
- Vacation (In My Mind) - Baywatch.
- Friendly Advice - Gebruikt in een barscène in Melrose Place.
- Ragged Ass Road - Due South
- Life is a Highway - gebruikt in de film Cheaper by the Dozen
- Life is a Highway - Disney/Pixar Cars
- Life Is a Highway - American Idol verschillende gelegenheden
- Life Is a Highway - Canadian Idol
- Life Is a Highway - Nashville Star
- Big League - Canadian Idol
- Life Is a Highway - Clash of the Choirs
- Life Is a Highway - 2008 Employee Transfer aflevering van The Office

## Extra carrièrehoogtepunten
- In 1985 nam Cochrane deel aan de opname van het Northern Lights-nummer Tears Are Not Enough met opbrengst voor de Ethiopische hongersnoodverlichting.
- In 1987 produceerde Cochrane het tweede album Treehouse van Grapes of Wrath. Het werd hun doorbraakalbum en bevatte de hit Peace of Mind.
- In 1992 zong Cochrane het Canadese volkslied voor wedstrijd 2 van de World Series in 1992 in het Fulton County Stadium in Atlanta toen The Toronto Blue Jays The Atlanta Braves versloeg met 5–4 op weg naar het winnen van hun eerste World Series.
- In het najaar van 1989 maakte Tom zijn eerste van vele reizen naar Afrika met de op geloof gebaseerde niet-gouvernementele organisatie World Vision.
- In de jaren 1990 trad Cochrane op tijdens de Kumbaya Festivals in Toronto. De jaarlijkse concerten waren aids/hiv-fondsenwervers, georganiseerd door singer/songwriter Molly Johnson.
- Op 4 september 1995 werd Cochrane's I Wish You Well het eerste Canadese nummer dat debuteerde op #1 in de RPM Canadian Pop Charts.
- in 1999 bracht countryzanger Chris Ledoux een versie uit van Cochrane's Life Is a Highway.
- In juni 1999 was Cochrane betrokken bij een ongeval met een licht vliegtuig in Montreal, nadat de motor van zijn vliegtuig vlak na de start was afgeslagen. Niemand raakte gewond.
- In november 2002 speelde Cochrane zijn nummer Just Like Ali voor de legendarische Muhammad Ali tijdens een rustevenement in een wedstrijd in Toronto Argonauts CFL in het Skydome in Toronto.
- In december 2003 reisde Cochrane naar Kabul als de belangrijkste muzikale gast voor de CBC-special Rick Mercer's Christmas in Kabul.
- In 2005 bracht Cochrane het vakantielied Christmas All The Time uit.
- Op 13 januari 2005 stonden Cochrane en zijn vrouw Kathleen aan het hoofd van het Canada For Asia benefietconcert ter ondersteuning van de tsunami-hulp in Azië. Het concert, dat werd geproduceerd en uitgezonden door CBC TV, bracht meer dan $4 miljoen aan toezeggingen op.
- Op 2 juli 2005 begon Cochrane de Canadese editie van de Live 8 benefietconcerten in Barrie, Ontario, met zijn hits Life Is A Highway en No Regrets. De Live 8-concerten vonden plaats in de G8-staten en in Zuid-Afrika om wereldleiders onder druk te zetten om de schulden van de armste landen ter wereld te verlagen, de hulp te verhogen en te verbeteren en te onderhandelen over eerlijke handelsregels in het belang van de armste landen.
- In 2006 nam Rascal Flatts Cochrane's Life Is A Highway op voor de geanimeerde Disney film Cars. Het nummer werd een grote hit in zowel de pop- als country-hitlijsten in de Verenigde Staten en Canada.
- Cochrane stond op 24 februari 2007 bij Rascal Flatts op het podium om Life Is A Highway uit te voeren voor een uitverkochte menigte op Rexall Place in Edmonton.
- Life Is A Highway werd ook uitgevoerd bij America's Got Talent door Jason Pritchett in de halve finale in juli 2007.
- In 2007 rangschikte Score Golf Magazine Cochrane als Canada's #1 beroemde muzikale golfer. Zijn goede vrienden Gil Moore van Triumph en Alex Lifeson van Rush werden respectievelijk gerangschikt op #2 en #4.
- In december 2007 heeft Cochrane de Canadese superster Gordon Lightfoot ingewijd in de Canadian Songwriters Hall of Fame tijdens een ceremonie in Toronto. Cochrane speelde Lightfoot's Early Morning Rain tijdens het eerbetoon.
- In februari 2008 toerden Cochrane en John Mellencamp samen door Canada, waar ze optraden in grote arena's als onderdeel van een dubbele affiche met 12 datums.
- Tijdens de Juno Awards 2008 heeft Cochrane Triumph opgenomen in de Canadian Music Hall of Fame. Cochrane's oude vriend Gil Moore is lid van de onlangs herenigde Canadese rockband.
- In 2008 en 2009 gaf Cochrane gratis concerten in de Glen Abbey Golf Club in Toronto tijdens het RBC Canadian Open PGA-toernooi.
- In 2008 nam Cochrane Old Man op voor het Neil Young tribute-album Borrowed Tunes II.
- In oktober 2008 speelde Cochrane zijn song Big League in de Vancouver Canucks thuisopener ter ere van Luc Bourdon, een veelbelovende jonge verdediger die in juni 2008 omkwam bij een motorongeluk.
- In juli 2009 werd Cochrane uitgenodigd door zijn vriend Mike Weir om te spelen in de inaugurele Mike Weir Charity Classic met Michael Jordan, Kevin Costner en verschillende PGA sterren.
- In 2008 en 2009 kwalificeerde Cochrane zich voor en nam hij deel aan het Canadian Senior Men's Golf Championship, het Ontario Senior Men's Golf Championship en het Ontario Men's Mid-Amateur Championship.
- In september 2009 werd Cochrane ingewijd op Canada's Walk of Fame en ontving hij een ster op de stoep in het theaterdistrict van Toronto.
- In oktober 2009 werd Cochrane's Life is a Highway verkozen tot #1 roadsong aller tijden in de Econo Lodge Travelin' Tunes online enquête onder meer dan 20.000 mensen.
- Op 23 november 2009 ontving Cochrane SOCAN prijzen voor 5 van zijn nummers die meer dan 100.000 airplays bereikten op de Canadese radio, waaronder Lunatic Fringe, Big League, Boy Inside The Man en I Wish You Well.
- Op 26 november 2009 voegde Cochrane zich bij World Vision-president Dave Toycen om de Five for 5-campagne te lanceren tijdens een media-evenement in Toronto. Cochrane drong er bij Canadezen op aan om 5 minuten te nemen om 5 dingen te doen om het leven van een kind te redden.
- Op 12 december 2009 traden Cochrane & Red Rider op tijdens een groot openluchtfeest ter afsluiting van dag 44 van de Olympic Torch Relay op Parliament Hill in Ottawa. De Canadese premier Stephen Harper sprak tijdens het evenement de menigte toe.
- Op 15 februari 2010 trad Cochrane & Red Rider op in het Molson Canadian Hockey House in Vancouver tijdens de Olympische Winterspelen 2010. Cochrane maakte deel uit van een legioen Canadese Music Stars die tijdens de wedstrijden in Vancouver optraden.
- Op 18 februari 2010 werd Cochrane uitgenodigd om deel uit te maken van de remake van de liefdadigheidsopname van K'naan's song Wavin' Flag ter ondersteuning van de slachtoffers van de aardbeving in Haïti. Canadian Music Hall of Famer Bob Ezrin produceerde de versie van Young Artists for Haiti van het nummer met veel van Canada's grootste namen in muziek. Het nummer kwam binnen op #1 in de Canadese hitlijsten in maart 2010.
- Op 23 april 2010 trad Cochrane op tijdens het Induction Dinner van de Hall of Fame van 2010 Canadian Olympic Committee. Cochrane sloot zich aan bij andere Canadese sterren, waaronder Sarah McLachlan, Simple Plan, Ginette Reno, de Canadian Tenors, Annie Villeneuve en Nikki Yanofsky.
- In april 2010 haalde de Canadese countryzanger Jaydee Bixby's versie van Cochrane's nummer Boy Inside the Man de Top 20 in de Canadese Country Music charts.
- In mei 2010 wordt de debuut-cd Why We Wonder van Andrew Cole uitgebracht. Cole wordt begeleid door de vrouw van Tom Cochrane, Kathleen Cochrane. Het album bevat een cover van Cochrane's Out of My Head.
- In juli 2012 trad Cochrane op tijdens de 20e jaarlijkse Telus World Skins Game in Halifax (Nova Scotia) ter ondersteuning van de IWK Health Center Foundation.
- Op 14 juli 2015 lanceerde Scott Walker, Republikeins gouverneur van Wisconsin, zijn presidentiële campagne als genomineerde voor de Republikeinse Partij in Waukesha, Wisconsin met de Rascal Flatts' versie van Life is a Highway. Cochrane verzocht het nummer niet opnieuw te gebruiken.

## Discografie

### Singles
Solo
- 1973:	You're Driving Me Crazy (Faith Healers)
- 1974:	Charlie Was a Dancer
- 1976:	Sail On
- 1991:	Life Is a Highway (Veronica Alarmschijf Radio 3 07-08-1992)
- 1991: No Regrets
- 1992	Sinking Like a Sunset
- 1992: Mad Mad World
- 1992: Washed Away
- 1992: Bigger Man
- 1995:	I Wish You Well
- 1995: Wildest Dreams
- 1996:	Dreamer's Dream
- 1996: Crawl
- 1997:	Lunatic Fringe
- 1997: Good Man Feeling Bad
- 1999:	I Wonder
- 1999: Willie Dixon Said
- 1999: Stonecutter's Arms
- 1999: Heartbreak Girl
- 2005:	Christmas All The Time
- 2006:	Didn't Mean
- 2006: The Party's Not Over
- 2007:	Out of My Head
- 2007: Northern Star
- 2014:	Sunday Afternoon Hang
- 2014: Diamonds
- 2018:	Big League

Met Red Rider
- 1980:	White Hot
- 1980: Don't Fight It
- 1981:	What Have You Got to Do
- 1981: Lunatic Fringe
- 1983	Human Race
- 1983: Power (Strength in Numbers)
- 1983: Crack the Sky (Breakaway)
- 1984:	Young Thing, Wild Dreams (Rock Me)
- 1984: Breaking Curfew
- 1986:	Boy Inside the Man
- 1986: The Untouchable One
- 1987: One More Time (Some Old Habits)
- 1987: Ocean Blues (Emotion Blue)
- 1988:	Big League
- 1989:	Good Times
- 1989: Victory Day
- 1989: Different Drummer
- 1989: White Hot (live)
- 1990:	Bird on a Wire (live)
- 2002:	Just Like Ali
- 2002: Pictures from the Edge

### Albums
Solo
- 1974: Hang On to Your Resistance
- 1991: Mad Mad World
- 1995: Ragged Ass Road
- 1999: Xray Sierra
- 2006: No Stranger
- 2015: Take It Home

Compilation albums (solo)
- 1997: Songs of a Circling Spirit

Met Red Rider
- 1979: Don't Fight It
- 1981: As Far as Siam
- 1983: Neruda
- 1984: Breaking Curfew
- 1986: Tom Cochrane and Red Rider (als Tom Cochrane & Red Rider)
- 1988: Victory Day (als Tom Cochrane & Red Rider)
- 1989: The Symphony Sessions (als Tom Cochrane & Red Rider)

Compilation albums (met Red Rider)
- 1987: Over 60 Minutes with Red Rider
- 1989: Anthology 1980–1987
- 1993: Ashes to Diamonds (3-cd boxset)
- 2002: Trapeze: The Collection

### Muziekvideo's
- 1981:	Lunatic Fringe
- 1983:	Light In the Tunnel / Human Race
- 1983:	Winner Take All
- 1984:	Young Thing, Wild Dreams (Rock Me)
- 1986:	Boy Inside the Man
- 1986:	Ocean Blues (Emotion Blue)
- 1986:	The Untouchable One
- 1988:	Good Times
- 1988:	Victory Day
- 1991:	Life Is a Highway
- 1992:	No Regrets
- 1992:	Sinking Like a Sunset
- 1992:	Mad Mad World
- 1992:	Washed Away
- 1995:	I Wish You Well
- 1995:	Wildest Dreams
- 1995:	Dreamer's Dream
- 1999:	I Wonder
- 2014:	Sunday Afternoon Hang

- Bibliothèque nationale de France: cb14165367f (data)
- Gemeinsame Normdatei: 134348842
- International Standard Name Identifier: 0000 0001 2030 1976
- Library of Congress Control Number: n92031862
- MusicBrainz: 825a918f-09fa-40ee-9c27-b0921d48bdbb
- Nationale Bibliotheek van Tsjechië: xx0135207
- Nationale Bibliotheek van Israël: 987007513369405171
- Virtual International Authority File: 88080211
- WorldCat: E39PBJd8gvWHxmdcT3FhFbVcT3